# Batalha de Marcianópolis
A Batalha de Marcianópolis, o primeiro confronto notável da Guerra Gótica de 376-382, ocorreu em 376 ou 377 após a migração gótica tervíngia sobre o Danúbio. Foi travada entre as forças do rei tervíngio Fritigerno, que rebelou-se contra o Império Romano após uma tentativa de assassinato durante um banquete em Marcianópolis, e as forças do governador romano Lupicino. O conflito teve como resultado uma derrota esmagadora para os romanos, com Lupicino sendo obrigado a fugir do campo de batalha.

## Antecedentes
Em 375/376, os hunos avançaram contra os godos nas margens do mar Negro. As incursões hunas causaram atritos no seio da confederação dos tervíngios, o ramo ocidental dos godos, enquanto obrigou os grutungos, o ramo oriental, a migrar em direção a fronteira tervíngia. O juiz Atanarico reuniu um exército para confrontar os invasores, mas foi derrotado e teve que fugir para a Caucalândia. No verão de 376, o rei Fritigerno persuadiu muitos dos seguidores de Atanarico a abandoná-lo e então propôs aos tervíngios que solicitassem ajuda aos romanos. Alavivo, outro nobre gótico, é mencionado nas fontes como líder da negociação. Ele conseguiu permissão do imperador Valente para assentarem-se no império.
Segundo a resposta de Valente, que estava em Antioquia, seriam assentados na Mésia e Dácia e receberiam assistência romana durante a migração através do rio e antes de tornarem-se auto-suficientes e serem capazes de prover seu próprio sustento. Por estar em guerra com o Império Sassânida, Valente esperava poder recrutar boa parte deles como soldados para fortificar as cidades orientais, bem como esperava que os demais seriam assentados como fazendeiros e então pagariam impostos. O plano, contudo, acabou frustrado.
Os godos atravessaram próximo de Durostoro (atual Silistra, na Bulgária) e seu número excedeu a quantidade prevista, tornando insuficiente os suprimentos recolhidos, situação agravada pela demora de quase dois meses para a chegada da resposta imperial. Outrossim, tirando proveito da consequente fome sentida pelos recém-chegados, os oficiais romanos Lupicino e Máximo conseguiram muito dinheiro com a venda de miúdas porções de alimentos e carcaças de cachorros pelo preço da escravização de crianças tervíngias, inclusive aquelas de origem nobre.

## Batalha e rescaldo

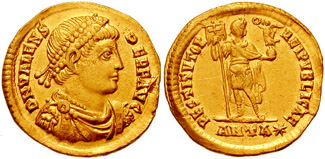
Soldo de Valente r.

Como forma de controlar os inquietos tervíngios, Lupicino ordenou que as tropas da Trácia fossem enviadas à escolta dos imigrantes para um acampamento nas cercanias de Marcianópolis (atual Devnja). Em Marcianópolis, provavelmente no outono de 376 ou inverno de 376/377, Lupicino convocou Fritigerno e Alavivo para um banquete reconciliatório. Nesse ínterim, um grupo de godos famintos atacou as proximidades do assentamento e o oficial romano, interpretando como um golpe, mandou que seus homens matarem os guardas dos líderes tervíngios. Segundo Jordanes, Alavivo foi morto em meio à confusão enquanto Fritigerno escapava; para Amiano Marcelino, no entanto, Fritigerno conseguiu convencer Lupicino a deixá-lo ir sob pretexto de poder acalmar seu povo.
Fritigerno formou um exército com o qual começou a saquear vilas e fazendas próximas à cidade e incendiou tudo em seu caminho. Lupicino agrupo todas as unidades romanas disponíveis em Marcianópolis para fazer frente à destruição gótica e marchou ca. 14 quilômetros para encontrar os rebeldes. Simon MacDowall estima que o contingente de Fritigerno era composto de 5 000 homens, dos quais 1 000 eram ginetes, enquanto Lupicino comandou 7 000-8 000, dos quais 1 000 eram ginetes. Apesar da vantagem numérica, Lupicino foi severamente derrotado e quase perdeu sua vida em combate. Para evitar esse destino, decidiu abandonar seus soldados à morte, bem como perdeu seus estandartes.
Essa vitória tervíngia abriu caminho à depredação das províncias balcânicas sem oposição pelos meses consecutivos e motivou os mineiros trácios, os romanos subalternos sobretaxados e os escravos de origem goda a unirem-se à revolta, bem como um destacamento romano de origem tervíngia liderado por Colias e Suérido que realizou um cerco mal-sucedido contra Adrianópolis.